# Самойленко Феня Дмитрівна
Феня Дмитрівна Самойленко (1910, село Полтавка, тепер місто Баштанка Баштанського району Миколаївської області — ?) — українська радянська діячка, вчителька середньої школи № 20 міста Миколаєва Миколаївської області. Депутат Верховної Ради УРСР 2-го скликання.

## Життєпис
Народилася у родині селянина-бідняка.
У 1934 році закінчила Миколаївський педагогічний інститут.
З 1934 року працювала вчителькою мови і літератури у середніх школах міста Миколаєва Миколаївської області.
Під час німецько-радянської війни буда евакуйована до Казахської РСР, де працювала вихователем, а потім секретарем виконавчого комітету селищної ради депутатів трудящих при станції Чимкент.
З 1944 року — вчителька середньої школи № 20 міста Миколаєва Миколаївської області.